# Vlag van Komi
De vlag van Komi is een horizontale driekleur in de kleuren blauw (boven), groen en wit. De kleuren staan voor specifieke geografische kenmerken van de republiek: de grote eindeloze open ruimten van het noorden (blauw), de velden van de taiga (groen) en de zuiverheid van de sneeuw (wit). Groen symboliseert ook hoop en overvloed, en de rijke omgeving die het Komi-volk ondersteunt. Wit staat niet alleen voor sneeuw, maar ook voor de noordelijke ligging van de republiek, de gelijkheid van de mensen en de eenheid van hun bevolking, mensen en de eenheid van hun culturen.
Deze vlag is in gebruik sinds 27 november 1991. Tot 17 december 1997 was de hoogte-breedteverhouding 1:2; sindsdien is deze 2:3.

## Vlagontwerp met Scandinavisch kruis
In de afgelopen jaren hebben activisten in Komi opgeroepen tot het aannemen van een nieuwe vlag voor de republiek met het Scandinavisch kruis. Voorstanders van de verandering beweren dat de vlag met het Noordse kruis beter geschikt is voor Komi omdat het de band met Finland en Scandinavië benadrukt, aangezien Komi-volk verwant is aan de Finnen. De meest gebruikte vlag werd in 2011 gemaakt door Sergey Sivkov en maakt gebruik van de kleuren van de huidige vlag. Blauw symboliseert de meren en rivieren van het land, groen voor de taiga en wit voor de besneeuwde winters.